# 12.ª etapa do Tour de France de 2019
A 12.ª etapa do Tour de France de 2019 teve lugar a 18 de julho de 2019 entre Toulouse e Bagnères-de-Bigorre sobre um percurso de 202 km e foi vencida pelo britânico Simon Yates da Mitchelton-Scott depois de superar ao sprint a Pello Bilbao e Gregor Mühlberger. Uma jornada mais, o francês Julian Alaphilippe manteve o maillot jaune.

## Classificação da etapa
| \| Classificação por etapas \| Classificação por etapas \| Classificação por etapas \| Classificação por etapas \| Classificação por etapas \| \| Ciclista \| Ciclista \| Equipe \| Tempo \| \| \| ------------------------ \| ------------------------ \| ------------------------ \| ------------------------ \| ------------------------ \| \| 1. \| Simon Yates \| Mitchelton-Scott \| 4h57m53s \| \| \| 2. \| Pello Bilbao \| Astana \| + 0s \| \| \| 3. \| Gregor Mühlberger \| Bora-Hansgrohe \| + 0s \| \| \| 4. \| Tiesj Benoot \| Lotto-Soudal \| + 1m28s \| \| \| 5. \| Fabio Felline \| Trek-Segafredo \| + 1m28s \| \| \| 6. \| Matteo Trentin \| Mitchelton-Scott \| + 1m28s \| \| \| 7. \| Oliver Naesen \| AG2R La Mondiale \| + 1m28s \| \| \| 8. \| Rui Costa \| UAE Team Emirates \| + 1m28s \| \| \| 9. \| Simon Clarke \| EF Education First \| + 1m28s \| \| \| 10. \| Jasper Stuyven \| Trek-Segafredo \| + 1m28s \| \| |                   |                    |          |
| |                   |                    |          |
| Fonte: ProCyclingStats |                   |                    |          |
| Classificação por etapas |                   |                    |          |
| Ciclista | Ciclista          | Equipe             | Tempo    |
| 1. | Simon Yates       | Mitchelton-Scott   | 4h57m53s |
| 2. | Pello Bilbao      | Astana             | + 0s     |
| 3. | Gregor Mühlberger | Bora-Hansgrohe     | + 0s     |
| 4. | Tiesj Benoot      | Lotto-Soudal       | + 1m28s  |
| 5. | Fabio Felline     | Trek-Segafredo     | + 1m28s  |
| 6. | Matteo Trentin    | Mitchelton-Scott   | + 1m28s  |
| 7. | Oliver Naesen     | AG2R La Mondiale   | + 1m28s  |
| 8. | Rui Costa         | UAE Team Emirates  | + 1m28s  |
| 9. | Simon Clarke      | EF Education First | + 1m28s  |
| 10. | Jasper Stuyven    | Trek-Segafredo     | + 1m28s  |

## Classificações ao final da etapa

### Classificação geral(Maillot Jaune)
| \| Classificação geral \| Classificação geral \| Classificação geral \| Classificação geral \| Classificação geral \| \| Ciclista \| Ciclista \| Equipe \| Tempo \| \| \| ------------------- \| ------------------- \| --------------------- \| ------------------- \| ------------------- \| \| 1. \| Julian Alaphilippe \| Deceuninck-Quick Step \| 52h26m09s \| \| \| 2. \| Geraint Thomas \| Team Ineos \| + 1m12s \| \| \| 3. \| Egan Bernal \| Team Ineos \| + 1m16s \| \| \| 4. \| Steven Kruijswijk \| Team Jumbo-Visma \| + 1m27s \| \| \| 5. \| Emanuel Buchmann \| Bora-Hansgrohe \| + 1m45s \| \| \| 6. \| Enric Mas \| Deceuninck-Quick Step \| + 1m46s \| \| \| 7. \| Adam Yates \| Mitchelton-Scott \| + 1m47s \| \| \| 8. \| Nairo Quintana \| Movistar Team \| + 2m04s \| \| \| 9. \| Daniel Martin \| UAE Team Emirates \| + 2m09s \| \| \| 10. \| Thibaut Pinot \| Groupama-FDJ \| + 2m33s \| \| |                    |                       |           |
| |                    |                       |           |
| Fonte: ProCyclingStats |                    |                       |           |
| Classificação geral |                    |                       |           |
| Ciclista | Ciclista           | Equipe                | Tempo     |
| 1. | Julian Alaphilippe | Deceuninck-Quick Step | 52h26m09s |
| 2. | Geraint Thomas     | Team Ineos            | + 1m12s   |
| 3. | Egan Bernal        | Team Ineos            | + 1m16s   |
| 4. | Steven Kruijswijk  | Team Jumbo-Visma      | + 1m27s   |
| 5. | Emanuel Buchmann   | Bora-Hansgrohe        | + 1m45s   |
| 6. | Enric Mas          | Deceuninck-Quick Step | + 1m46s   |
| 7. | Adam Yates         | Mitchelton-Scott      | + 1m47s   |
| 8. | Nairo Quintana     | Movistar Team         | + 2m04s   |
| 9. | Daniel Martin      | UAE Team Emirates     | + 2m09s   |
| 10. | Thibaut Pinot      | Groupama-FDJ          | + 2m33s   |

### Classificação por pontos(Maillot Vert)
| Classificação por pontos | Classificação por pontos | Classificação por pontos | Classificação por pontos | Classificação por pontos |
| Ciclista                 | Ciclista                 | Equipe                   | Pontos                   |                          |
| ------------------------ | ------------------------ | ------------------------ | ------------------------ | ------------------------ |
| 1.                       | Peter Sagan              | Bora-Hansgrohe           | 277 pts                  |                          |
| 2.                       | Sonny Colbrelli          | Bahrain-Merida           | 191 pts                  |                          |
| 3.                       | Elia Viviani             | Deceuninck-Quick Step    | 184 pts                  |                          |
| 4.                       | Michael Matthews         | Team Sunweb              | 167 pts                  |                          |
| 5.                       | Caleb Ewan               | Lotto-Soudal             | 148 pts                  |                          |
| 6.                       | Jasper Stuyven           | Trek-Segafredo           | 132 pts                  |                          |
| 7.                       | Matteo Trentin           | Mitchelton-Scott         | 118 pts                  |                          |
| 8.                       | Greg Van Avermaet        | CCC Team                 | 101 pts                  |                          |
| 9.                       | Dylan Groenewegen        | Team Jumbo-Visma         | 96 pts                   |                          |
| 10.                      | Julian Alaphilippe       | Deceuninck-Quick Step    | 75 pts                   |                          |

### Classificação da montanha(Maillot à Pois Rouges)
| Classificação da montanha | Classificação da montanha | Classificação da montanha  | Classificação da montanha | Classificação da montanha |
| Ciclista                  | Ciclista                  | Equipe                     | Pontos                    |                           |
| ------------------------- | ------------------------- | -------------------------- | ------------------------- | ------------------------- |
| 1.                        | Tim Wellens               | Lotto-Soudal               | 54 pts                    |                           |
| 2.                        | Thomas De Gendt           | Lotto-Soudal               | 37 pts                    |                           |
| 3.                        | Giulio Ciccone            | Trek-Segafredo             | 30 pts                    |                           |
| 4.                        | Xandro Meurisse           | Wanty-Gobert               | 27 pts                    |                           |
| 5.                        | Natnael Berhane           | Cofidis, Solutions Crédits | 20 pts                    |                           |
| 6.                        | Tiesj Benoot              | Lotto-Soudal               | 16 pts                    |                           |
| 7.                        | Dylan Teuns               | Bahrain-Merida             | 13 pts                    |                           |
| 8.                        | Serge Pauwels             | CCC Team                   | 13 pts                    |                           |
| 9.                        | Benjamin King             | Dimension Data             | 13 pts                    |                           |
| 10.                       | Simon Yates               | Mitchelton-Scott           | 10 pts                    |                           |

### Classificação do melhor jovem(Maillot Blanc)
| Classificação dos jovens | Classificação dos jovens | Classificação dos jovens | Classificação dos jovens | Classificação dos jovens |
| Ciclista                 | Ciclista                 | Equipe                   | Tempo                    |                          |
| ------------------------ | ------------------------ | ------------------------ | ------------------------ | ------------------------ |
| 1.                       | Egan Bernal              | Team Ineos               | 52h27m25s                |                          |
| 2.                       | Enric Mas                | Deceuninck-Quick Step    | + 30s                    |                          |
| 3.                       | David Gaudu              | Groupama-FDJ             | + 3m16s                  |                          |
| 4.                       | Giulio Ciccone           | Trek-Segafredo           | + 13m19s                 |                          |
| 5.                       | Gregor Mühlberger        | Bora-Hansgrohe           | + 23m59s                 |                          |
| 6.                       | Maximilian Schachmann    | Bora-Hansgrohe           | + 25m12s                 |                          |
| 7.                       | Laurens De Plus          | Team Jumbo-Visma         | + 27m43s                 |                          |
| 8.                       | Tiesj Benoot             | Lotto-Soudal             | + 32m48s                 |                          |
| 9.                       | Gianni Moscon            | Team Ineos               | + 48m02s                 |                          |
| 10.                      | Søren Kragh Andersen     | Team Sunweb              | + 49m05s                 |                          |

### Classificação por equipas(Classement par Équipe)
| Classificação por equipes | Classificação por equipes | Classificação por equipes | Classificação por equipes |
| Equipe                    | Equipe                    | Tempo                     |                           |
| ------------------------- | ------------------------- | ------------------------- | ------------------------- |
| 1.                        | Trek-Segafredo            | 157h27m18s                |                           |
| 2.                        | AG2R La Mondiale          | + 9m19s                   |                           |
| 3.                        | Movistar Team             | + 10m22s                  |                           |
| 4.                        | Bora-hansgrohe            | + 12m01s                  |                           |
| 5.                        | Mitchelton-Scott          | + 12m47s                  |                           |
| 6.                        | UAE Team Emirates         | + 30m10s                  |                           |
| 7.                        | Groupama-FDJ              | + 33m48s                  |                           |
| 8.                        | Team Jumbo-Visma          | + 33m58s                  |                           |
| 9.                        | EF Education First        | + 35m01s                  |                           |
| 10.                       | Ineos                     | + 40m37s                  |                           |

## Abandonos
- Jasper Philipsen, não tomou a saída por decisão da equipa.[2]
- Giacomo Nizzolo, renqueante depois de uma queda sofrida na etapa anterior, não finalizou a etapa.[3]
- Rohan Dennis, não finalizou a etapa por motivos que se desconhecem.[3]